# 法蘭西斯·福山
法蘭西斯·良博·福山（英語：Francis Yoshihiro Fukuyama，1952年10月27日—），日裔美國作家、政治經濟學者。福山于康乃爾大學獲得文學士学位（主修古典文獻與政治），並於哈佛大學獲得政治學博士学位，師從塞繆爾·P·亨廷頓。

## 早年生活
福山在芝加哥海德公園區出生。他的祖父在1905年因日俄戰爭而逃難至美國，其後在西岸經營店舖，於第二次世界大戰中被禁錮。福山的父親福山喜雄出生於芝加哥，為第二代日本裔，並於芝加哥大學修得社會學博士學位；其母河田敏子為京都大學經濟學系創始人河田嗣郎之女。福山在曼哈頓長大，雖身為日裔，但沒有學習日语，也很少接觸日本文化。1967年，福山和家人移居至賓夕法尼亞州的州學院。

## 論點

### 历史终结论
福山是《歷史的終結及最後之人》一書的作者，他在該書中認為，人類歷史的前進與意識形態之間的鬥爭正走向“終結”，隨著冷戰的結束，「自由民主」和資本主義被定於一尊，是謂「資本陣營」的勝利。在政治上，福山為一新保守主義者。他自1997年起活躍於「美國新世紀專案」智囊團，並曾簽署文件建議當時美國總統柯林頓推翻伊拉克總統海珊；但他反對2003年的美伊戰爭，並認為：新保守主義一味以武力推行美國價值，恐將重蹈列寧主義的覆轍。

### 历史终结论修正版
2014年福山的著作《政治秩序及其衰落》（Political Order and Political Decay），思考國家政府的穩定性問題。福山認為其結論要做出修正，將「法治」（rule of law）、「民主問責」（democratic accountability)之外另加第三變量「國家治理能力」（state）；認為很多國家在這三項中前兩項得分高、但是第三項得分很低，造成發展不如預期。多數觀點認為是中國崛起和中東混亂的效應讓福山必須修正觀點，福山則堅稱自己核心理念不變、只是小修改。

### 论中国模式
2015年1月，由《環球時報》記者全球採訪西方政治人物和智庫成員共41人的報導文集《我們誤判了中國：西方政要智囊重構對華認知》出版，福山在本書中认为，最近20年中国经验刷新了他的部分看法，他没有料到中国经济增长“带来的冲击那么广泛”。2016年11月11日，針對唐納·川普在2016年美國總統選舉勝選，福山在《金融時報》發表專文〈對抗世界的美國：川普治下的美國與新全球秩序〉（US against the world? Trump's America and the new global order），明確提出：整個人類世界已經進入「民粹式民族主義」（populist nationalism）主導的動盪時代。
2017年4月14日，福山在《聯合報》專訪中表明新觀點的三大主軸：
- 上街頭或網路投票之類的「直接民主」是不可行的，因為：多數民眾並沒知識水準和時間去了解極度複雜的政策和未來影響，最後只能被簡單口號操縱投票，等於被媒體老闆操縱。「直接民主，作為政府形式之一，是完全無法運作的。」還是代議政治優於直接民主，但代議制的眼前諸多巨大問題他並未提出方案，只就單純這兩者比較而言。
- 科技和全球化的影響比他當年預判的還強大很多，全球化確實只讓極少數人變巨富而多數人生活下降，科技會搶走更多工作，政府必須介入重分配、不能放任經濟自由。重分配的失敗是導致西方人民開始對西方政治模式產生質疑的關鍵點，但價值觀和富人政治讓這些重分配無法執行，陷入死循環。
- 隨著對重分配的失望繼續蔓延，民粹主義將主導許多國家的選舉，強人政治會讓很多欧美或日本民眾羨慕，中俄模式——尤其是中國模式——會有吸引力；但中國模式能否做到西方無法達成的財富重分配，現在還遠不是看出定論的時候，必須再等待很長時期下去看最後的結果。

### 论疫情
2020年4月，福山在《观点报》專訪中表明新冠病毒疫情下他的新看法，基本承認新自由主义已經死亡，未來世界上多數人會認知到「政府力量必須加強」的現實：
- 福山基本承認，中國模式在這次疫情下是成功的，這種體制很擅長应对紧急情况；同時多數東亞國家都做的不錯，這與漫長的儒家中央集權歷史有不可分關係，因此他還是堅持世界上其他國家無法複製中國模式。但是福山之后认为，专制体制与民主体制在疫情的处理并没有绝对的联系，表明该问题与民主问题无关[13]。
- 福山认为，国家的内在能力、对社会的信任程度和领导素质是三个关键要素。很多民主國家做得很糟但也有一些做得較好，福山認為仔細分辨可以看出民粹化氣氛的國家都較糟糕，例如美國、意大利、西班牙、法国、墨西哥、匈牙利等，這類總統普遍有自負自大而對科學不謙虛的特性，所以他認為這些失敗應該解釋為運氣不好剛好是民粹型領導人在位，不能解釋為民主全面失敗。[14]另一个因素与社会信任有关。福山认为，在社会两极分化的国家，在对应疫情措施回应并不理想的主要原因是人们彼此不信任、也不信任政府，导致他们将不会采取当局建议的行动。福山也认为，国家领导人的能力也非常重要，但如果拥有像巴西博索纳罗或美国特朗普的民粹主义采用不受民众欢迎的行动时，结果将是非常糟糕。但他认为，在这个特定时刻将三者合并的方式在某种程度上只是历史的偶然[13]。
- 當前世界民粹是一種民族主义、法西斯主义的非暴力版本，但可能出現在任何主義之上。社會主義的抬頭或許有一天也民粹化。
- 福山呼籲別相信特朗普這類的總統，特朗普是個罔顾事实真相，并且自恋无知的跳梁小丑[11]，但如果特朗普還能連任，那就象徵一個更大深層問題。
- 諾貝爾經濟學獎得主约瑟夫·斯蒂格利茨撰寫專文批判福山，並將他列為新自由主義代表人物、甚至是必須負責者。福山辯解，他只是描述了當時一個世界現象「新自由主義將成主流」，並不表示他認同其內在一切價值觀。[11]

## 著作
- The End of History and the Last Man (1992)，中文譯本：
  - 《歷史之終結與最後一人》，李永熾 譯，時報文化（1993） ISBN 9789571306513。
  - 《历史的终结及最后之人》，黄胜强、许铭原 译，中国社会科学出版社（2003） ISBN 9787500437086。
  - 《历史的终结与最后的人》，陈高华 译，孟凡礼校，广西师范大学出版社（2014） ISBN 9787549555291
- Trust: The Social Virtues and the Creation of Prosperity (1995)，中文譯本：
  - 《信任：社会美德与创造经济繁荣》，彭志华 译，海南出版社（2001） ISBN 9787544301732
  - 《信任：社會德性與繁榮的創造》，李宛蓉 譯，立緒文化（2004） ISBN 9570411945
  - 《信任：社會德性與經濟繁榮》，李宛蓉 譯，立緒文化（2014） ISBN 9789863600220
  - 《信任：社会美德与创造经济繁荣》，郭华 译， 广西师范大学出版社（2016） ISBN 9787549578535
- The Great Disruption: Human Nature and the Reconstitution of Social Order (1999)，中文譯本：
  - 《跨越斷層：人性與社會秩序重建》，張美惠 譯，時報文化（2000） ISBN 9571331120
  - 《大分裂：人类本性与社会秩序的重建》，刘榜离等 译，中国社会科学出版社（2002） ISBN 7500432925
  - 《大断裂：人类本性与社会秩序的重建》，唐磊 译，广西师范大学出版社（2015） ISBN 9787549566426
- Our Posthuman Future: Consequences of the Biotechnology Revolution (2002)，中文譯本：
  - 《後人類未來：基因工程的人性浩劫》，杜默 譯，時報文化（2002） ISBN 9571336610
  - 《我们的后人类未来：生物科技革命的后果》，黄立志 译，广西师范大学出版社（2017），ISBN 9787549590872
- State-Building:Governance and World Order in the 21th Century (2004)，中文譯本：
  - 《強國論》，閻紀宇 譯，時報文化（2005） ISBN 9571343900。
  - 《国家构建：21世纪的国家治理与世界秩序》，中国社会科学出版社（2007） ISBN 9787500460183
  - 《国家构建：21世纪的国家治理与世界秩序》，郭华、孟凡礼 译，学林出版社（2017） ISBN 9787548612117
- America at the Crossroads: Democracy, Power, and the Neoconservative Legac (2006)，中文譯本：
  - 《美国处在十字路口：民主、权力与新保守主义的遗产》，周琪 译，中国社会科学出版社（2008） ISBN 9787500473749
- Falling Behind: Explaining the Development Gap Between Latin America and the United States (2008)，中文譯本：
  - 《落后之源：诠释拉美和美国的发展鸿沟》，刘伟 译，中信出版社（2014） ISBN 9787508647289
- The Origins of Political Order: From Prehuman Times to the French Revolution (2011)，中文譯本：
  - 《政治秩序的起源 上卷：從史前到法國大革命》，黃中憲、林錦慧 譯，時報文化（2014） ISBN 9789571360652
  - 《政治秩序的起源：从前人类时代到法国大革命》，毛俊杰 译，广西师范大学出版社（2012） ISBN 9787549512805
- Political Order and Political Decay: From the Industrial Revolution to the Globalization of Democracy (2014)，中文譯本：
  - 《政治秩序与政治衰败：从工业革命到民主全球化》，毛俊杰 译，广西师范大学出版社（2015） ISBN 9787549570942
- 《從歷史的終結到民主的崩壞：法蘭西斯·福山講座》，長風文教基金會編，聯經出版（2018） ISBN 9789570851687
- Identity: The Demand for Dignity and the Politics of Resentment (2018)，中文譯本：
  - 《身分政治：民粹崛起、民主倒退，認同與尊嚴的鬥爭為何席捲當代世界？》，洪世民 譯，時報文化（2020） ISBN 9789571383903